# Riga International 2006
Die Riga International 2006 im Badminton fanden vom 2. bis zum 3. September 2006 in Riga statt.

## Sieger und Platzierte
| Disziplin    | Gold                                | Silber                          | Bronze                                   |
| ------------ | ----------------------------------- | ------------------------------- | ---------------------------------------- |
| Herreneinzel | Pablo Abián                         | Vladislav Druzchenko            | Jean-Michel Lefort                       |
| Herreneinzel | Pablo Abián                         | Vladislav Druzchenko            | Salim Sameon                             |
| Dameneinzel  | Elena Nozdran                       | Elena Shimko                    | Ragna Ingólfsdóttir                      |
| Dameneinzel  | Elena Nozdran                       | Elena Shimko                    | Telma Santos                             |
| Herrendoppel | David Forbes Stewart Kerr           | Andrej Ashmarin Anton Nazarenko | Anton Ivanov Ivan Sozonov                |
| Herrendoppel | David Forbes Stewart Kerr           | Andrej Ashmarin Anton Nazarenko | Gordon Thomson Stuart Gilliland          |
| Damendoppel  | Helen Reino Piret Hamer             | Chloe Magee Bing Huang          | Anastasia Prokopenko Elena Chernyavskaya |
| Damendoppel  | Helen Reino Piret Hamer             | Chloe Magee Bing Huang          | Akvilė Stapušaitytė Kristīne Šefere      |
| Mixed        | Anton Nazarenko Elena Chernyavskaya | Ants Mängel Karoliine Hõim      | Michael Lahnsteiner Tina Riedl           |
| Mixed        | Anton Nazarenko Elena Chernyavskaya | Ants Mängel Karoliine Hõim      | Gordej Kosenko Victoria Ushkova          |